# WrestleMania 2000
WrestleMania 2000 var den 16. udgave af pay-per-view-showet WrestleMania produceret af World Wrestling Federation. Det fandt sted 2. april 2000 fra Arrowhead Pond i Anaheim, Californien, hvor der var 18.034 tilskuere.
Showets main event var en VM-titelkamp, hvor fire wrestlere kæmpede om VM-titlen i en Fatal 4-Way Elimination Match. De fire wrestlere var den regerende verdensmester Triple H, The Rock, Mick Foley og Big Show. WrestleMania 2000 er desuden kendt for at være det eneste WrestleMania-show, hvor der ikke har været en traditionel wrestlingkamp mellem to wrestlere. Showet er også kendetegnet ved, at to af World Wrestling Federations største stjerner – Steve Austin og The Undertaker – ikke deltog overhovedet. 

## Resultater
- Big Boss Man og Bull Buchanan besejrede The Godfather og D'Lo Brown (med Ice T og The Godfather's hos)
- WWF Hardcome Championship: Hardcore Holly vandt en battle royal
  - Hardcore Holly vandt titlen i en battle royal. De andre deltagere var Crash Holly, Tazz, Viscera, Joey Abs, Rodney, Pete Gas, Taka Michinoku, Funaki, Headbanger Thrasher, Headbanger Mosh, Faarooq og Bradshaw.
- T & A (Test og Albert) (med Trish Stratus) besejrede Head Cheese (Al Snow og Steve Blackman) (med Chester McCheeserton)
- WWF World Tag Team Championship: Edge og Christian besejrede Dudley Boyz (Bubba Ray og D-Von) og Hardy Boyz (Matt Hardy og Jeff Hardy) i en Triangle Ladder Match
  - Edge og Christian vandt dermed VM-bælterne.
- Terri Runnels (med The Fabulous Moolah) besejrede The Kat (med Mae Young)
  - Val Venis var dommer i kampen.
- Too Cool (Grand Master Sexay og Scotty 2 Hotty) og Chyna besejrede The Radicalz (Eddie Guerrero, Perry Saturn og Dean Malenko)
- WWF Intercontinental Championship: Chris Benoit besejrede Kurt Angle og Chris Jericho i en Triple Threat Match
- WWF European Championship: Chris Jericho besejrede Chris Benoit og Kurt Angle i en Triple Threat Match
- Rikishi og Kane (med Paul Bearer) besejrede D-Generation X (X-Pac og Road Dogg) (med Tori)
- WWF Championship: Triple H (med Stephanie McMahon) besejrede The Rock (med Vince McMahon), Mick Foley (med Linda McMahon) og Big Show (med Shane McMahon) i en Fatal Four-Way Elimination match

| Sport | Spire Denne artikel om sport er en spire som bør udbygges. Du er velkommen til at hjælpe Wikipedia ved at udvide den. |